# 아라이 유키오
아라이 유키오(일본어: 荒井 幸雄, 1964년 10월 13일 ~ )는 일본의 전 프로 야구 선수이자 야구 지도자이다.

## 인물
가나가와현 요코하마시 가나자와구 출신으로 요코하마시립 무쓰라 중학교와 요코하마 시립 요코하마 상업고등학교를 졸업했다. 요코하마 상업고등학교 시절의 포지션은 중견수로 고교 통산 43개의 홈런을 기록했다. 1982년 춘계 선발 대회(제54회 선발 고등학교 야구 대회)에 출전하여 2학년 에이스인 미우라 마사아키를 거느리고 팀은 준결승에 진출했지만 이 대회에 우승한 PL가쿠엔 고등학교의 투수 에노키다 겐이치로에게 막혀서 팀은 9회에 2대 3으로 끝내기 패배를 당했다. 졸업 후 사회인 야구팀인 닛폰 석유에 소속됐고 1984년 로스앤젤레스 올림픽 야구 일본 국가대표팀 선수로 발탁되면서 대회 기간 중 4번 타자로 활약해 팀의 금메달 획득에 기여했다. 같은 해 일본·쿠바 국제 야구 대회에서도 일본 대표팀 선수로 발탁됐고 이듬해인 1985년 도시 대항 야구 대회에서도 닛폰 석유의 4번 타자로서 활약했다.
1985년 프로 야구 드래프트 회의에서 야쿠르트 스왈로스로부터 2순위 지명을 받아 입단, 프로 2년차인 1987년에는 타율 3할 1리를 기록하여 센트럴 리그 최우수 신인왕에 선정되는 영예를 안았다. 신장 170cm의 몸집이 작은 타자였지만, 배팅 기술의 높이에는 정평이 나있어 야쿠르트의 기대 이상의 좋은 성적을 내는데 기여했다(1987년 정규 시즌 당시 야쿠르트는 4위를 기록).
- 1991년 5월 25일의 주니치 드래곤스와의 경기에서는 지바 마린 스타디움에서 처음으로 열린 프로 야구 경기였지만 이 경기의 5회말에 아라이는 주니치의 상대 투수인 고마쓰 다쓰오로부터 우익 선상을 향해 크게 때려내면서 다이빙 캐치를 시도한 우익수 마크 라이얼이 타구를 놓치고 있는 사이에 멀리까지 달리는 등 누상에서 살아나 지바 마린 스타디움에서의 첫 홈런은 아라이의 런닝 홈런이었다.
- 1992년 7월 5일, 요미우리 자이언츠와의 경기(메이지 진구 야구장)에서 번트 사인 확인을 소홀히 한 아라이는 심판에게 타임을 요청한 노무라 가쓰야 감독으로부터 머리를 얻어맞았다(일명 아라이 폭행 사건). 훗날 노무라는 “그 때는 냉정함이 결여돼 있었다”라고 말해 아라이에게 사과했다.
- 1994년, 휴대 전화 CF에 노무라 감독을 포함한 팀 동료인 히로자와 가쓰미, 이케야마 다카히로, 후루타 아쓰야, 아라키 다이스케 등과 함께 출연했다.

1996년에는 기노시타 후미노부와의 맞트레이드로 오사카 가쓰히토와 함께 긴테쓰 버펄로스에 이적했고, 1998년에는 무상 트레이드로 요코하마 베이스타스에 이적했다. 1999년 4월 27일 히로시마 도요 카프와의 경기에 대타로서 출전해 통산 1000경기 출장을 달성했다.
2000년에는 15년 간의 선수 생활을 은퇴했고, 이듬해 2001년부터는 친정팀인 야쿠르트에 복귀하여 2007년까지 야쿠르트의 2군 타격 코치를 역임한 것을 시작으로 2008년 ~ 2009년은 홋카이도 닛폰햄 파이터스 2군 타격 코치, 2010년부터 2014까지 요미우리 자이언츠의 2군 타격 코치를 맡았다.

## 상세 정보

### 출신 학교
- 요코하마 시립 요코하마 상업고등학교

### 선수 경력
사회인 시대
- 닛폰 석유

프로팀 경력
- 야쿠르트 스왈로스(1986년 ~ 1995년)
- 긴테쓰 버펄로스(1996년 ~ 1997년)
- 요코하마 베이스타스(1998년 ~ 2000년)

국가 대표 경력
- 1984년 로스앤젤레스 올림픽 일본 국가대표

### 지도자 경력
- 야쿠르트 스왈로스·도쿄 야쿠르트 스왈로스 2군 타격 코치(2001년 ~ 2007년)
- 홋카이도 닛폰햄 파이터스 2군 타격 코치(2008년 ~ 2009년)
- 요미우리 자이언츠 2군 타격 코치(2010년 ~ 2014년)

### 수상·타이틀 경력

#### 수상
- 신인왕(1987년)

#### 국제 대회
- 1984년 로스앤젤레스 올림픽 금메달

### 개인 기록

#### 첫 기록
- 첫 출장·첫 선발 출장 : 1986년 9월 24일, 대 요코하마 다이요 웨일스 23차전(메이지 진구 야구장), 6번·좌익수로서 선발 출장, 3타수 1안타
- 첫 타석·첫 안타·첫 타점 : 상동, 1회말에 가케하타 미쓰노리로부터
- 첫 홈런 : 1987년 4월 24일, 대 히로시마 도요 카프 1차전(히로시마 시민 구장), 2회초에 가네이시 아키히토로부터 역전 결승 2점 홈런

#### 기록 달성 경력
- 통산 1000경기 출장 : 1999년 4월 27일, 대 히로시마 도요 카프 2차전(요코하마 스타디움), 7회말에 아와노 히데유키의 대타로서 출장 ※역대 349번째

#### 기타
- 올스타전 출장 : 1회(1993년)

### 등번호
- 10(1986년 ~ 1995년)
- 31(1996년 ~ 1997년)
- 60(1998년 ~ 2000년)
- 74(2001년 ~ 2007년)
- 83(2008년 ~ 2009년)
- 87(2010년 ~ 2012년)
- 84(2013년 ~ 2014년)

### 연도별 타격 성적
| 연 도       | 소 속       | 경 기 | 타 석 | 타 수 | 득 점 | 안 타 | 2 루 타 | 3 루 타 | 홈 런 | 루 타 | 타 점 | 도 루 | 도 루 자 | 희 생 번 | 희 생 플 | 볼 넷 | 고 4 | 사 구 | 삼 진 | 병 살 타 | 타 율 | 출 루 율 | 장 타 율 | O P S |
| ----------- | ----------- | ----- | ----- | ----- | ----- | ----- | ------- | ------- | ----- | ----- | ----- | ----- | -------- | -------- | -------- | ----- | ---- | ----- | ----- | -------- | ----- | -------- | -------- | ----- |
| 1986년      | 야쿠르트    | 12    | 21    | 21    | 1     | 6     | 2       | 0       | 0     | 8     | 2     | 0     | 0        | 0        | 0        | 0     | 0    | 0     | 5     | 1        | .286  | .286     | .381     | .667  |
| 1987년      | 야쿠르트    | 105   | 409   | 372   | 52    | 112   | 22      | 2       | 9     | 165   | 38    | 2     | 3        | 3        | 0        | 31    | 2    | 3     | 31    | 4        | .301  | .360     | .444     | .803  |
| 1988년      | 야쿠르트    | 70    | 269   | 252   | 31    | 67    | 16      | 3       | 6     | 107   | 25    | 2     | 5        | 3        | 0        | 12    | 0    | 2     | 18    | 0        | .266  | .305     | .425     | .729  |
| 1989년      | 야쿠르트    | 110   | 367   | 323   | 36    | 88    | 14      | 3       | 4     | 120   | 38    | 7     | 3        | 2        | 6        | 36    | 0    | 0     | 24    | 6        | .272  | .340     | .372     | .711  |
| 1990년      | 야쿠르트    | 119   | 457   | 412   | 55    | 116   | 21      | 1       | 8     | 163   | 38    | 3     | 1        | 0        | 3        | 40    | 2    | 2     | 38    | 1        | .282  | .346     | .396     | .741  |
| 1991년      | 야쿠르트    | 65    | 197   | 162   | 18    | 36    | 2       | 1       | 4     | 52    | 14    | 1     | 4        | 9        | 1        | 25    | 1    | 0     | 15    | 4        | .222  | .324     | .321     | .645  |
| 1992년      | 야쿠르트    | 93    | 273   | 230   | 32    | 58    | 6       | 2       | 5     | 83    | 25    | 4     | 0        | 6        | 0        | 37    | 1    | 0     | 27    | 6        | .252  | .356     | .361     | .717  |
| 1993년      | 야쿠르트    | 106   | 409   | 357   | 45    | 104   | 15      | 2       | 9     | 150   | 35    | 1     | 2        | 9        | 3        | 36    | 1    | 4     | 47    | 6        | .291  | .360     | .420     | .780  |
| 1994년      | 야쿠르트    | 105   | 369   | 314   | 26    | 84    | 23      | 1       | 2     | 115   | 15    | 2     | 1        | 9        | 2        | 41    | 1    | 3     | 41    | 4        | .268  | .356     | .366     | .722  |
| 1995년      | 야쿠르트    | 62    | 203   | 174   | 16    | 44    | 10      | 2       | 2     | 64    | 11    | 4     | 1        | 6        | 1        | 22    | 1    | 0     | 17    | 1        | .253  | .335     | .368     | .703  |
| 1996년      | 긴테쓰      | 80    | 194   | 171   | 21    | 38    | 7       | 0       | 5     | 60    | 23    | 8     | 0        | 6        | 0        | 17    | 2    | 0     | 22    | 5        | .222  | .293     | .351     | .643  |
| 1997년      | 긴테쓰      | 13    | 20    | 15    | 1     | 5     | 1       | 0       | 0     | 6     | 4     | 0     | 0        | 1        | 3        | 1     | 0    | 0     | 1     | 0        | .333  | .316     | .400     | .716  |
| 1998년      | 요코하마    | 50    | 50    | 46    | 7     | 12    | 1       | 0       | 1     | 16    | 5     | 0     | 0        | 0        | 0        | 4     | 1    | 0     | 10    | 1        | .261  | .320     | .348     | .668  |
| 1999년      | 요코하마    | 51    | 49    | 43    | 2     | 12    | 5       | 0       | 0     | 17    | 3     | 0     | 0        | 0        | 0        | 6     | 0    | 0     | 3     | 0        | .279  | .367     | .395     | .763  |
| 2000년      | 요코하마    | 1     | 1     | 1     | 0     | 0     | 0       | 0       | 0     | 0     | 0     | 0     | 0        | 0        | 0        | 0     | 0    | 0     | 0     | 0        | .000  | .000     | .000     | .000  |
| 통산 : 15년 | 통산 : 15년 | 1042  | 3288  | 2893  | 343   | 782   | 145     | 17      | 55    | 1126  | 276   | 34    | 20       | 54       | 19       | 308   | 12   | 14    | 299   | 39       | .270  | .341     | .389     | .731  |